# Pfarrkirche Nassereith

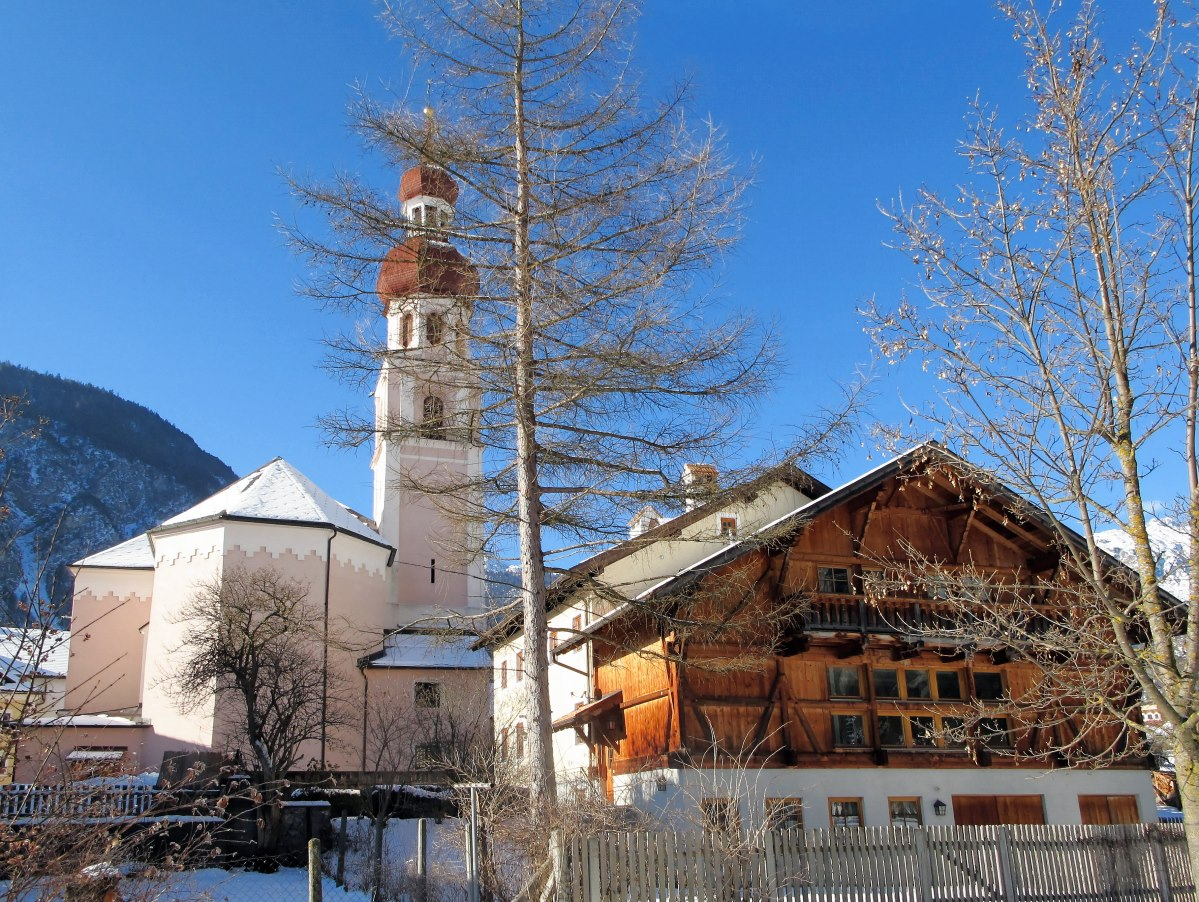
Pfarrkirche Nassereith

Die römisch-katholische Pfarrkirche Nassereith steht am Nordrand des Ortes der Gemeinde Nassereith im Bezirk Imst in Tirol. Die Pfarrkirche Heilige Drei Könige gehört zum Dekanat Imst in der Diözese Innsbruck. Die Kirche steht unter Denkmalschutz. Der Festgottesdienst zum Patrozinium findet am 6. Jänner Vormittags mit sakramentalen Segen bei der Dorfkrippe statt. Die Prozession wird dann am 2. Sonntag im September nachgeholt, wo bei der Dreikönigskapelle das Evangelium von den Weisen aus dem Morgenland verkündet wird.

## Geschichte
Die Kirche wurde 1431 urkundlich genannt. 1698 war eine Weihe der Kirche. Von 1846 bis 1847 wurde eine neue Kirche nach den Plänen des Architekten und Bildhauers Josef Falbesoner erbaut. Die spätgotische Wallfahrtskirche hl. Nikolaus im Ort Dormitz ist älter.

## Architektur

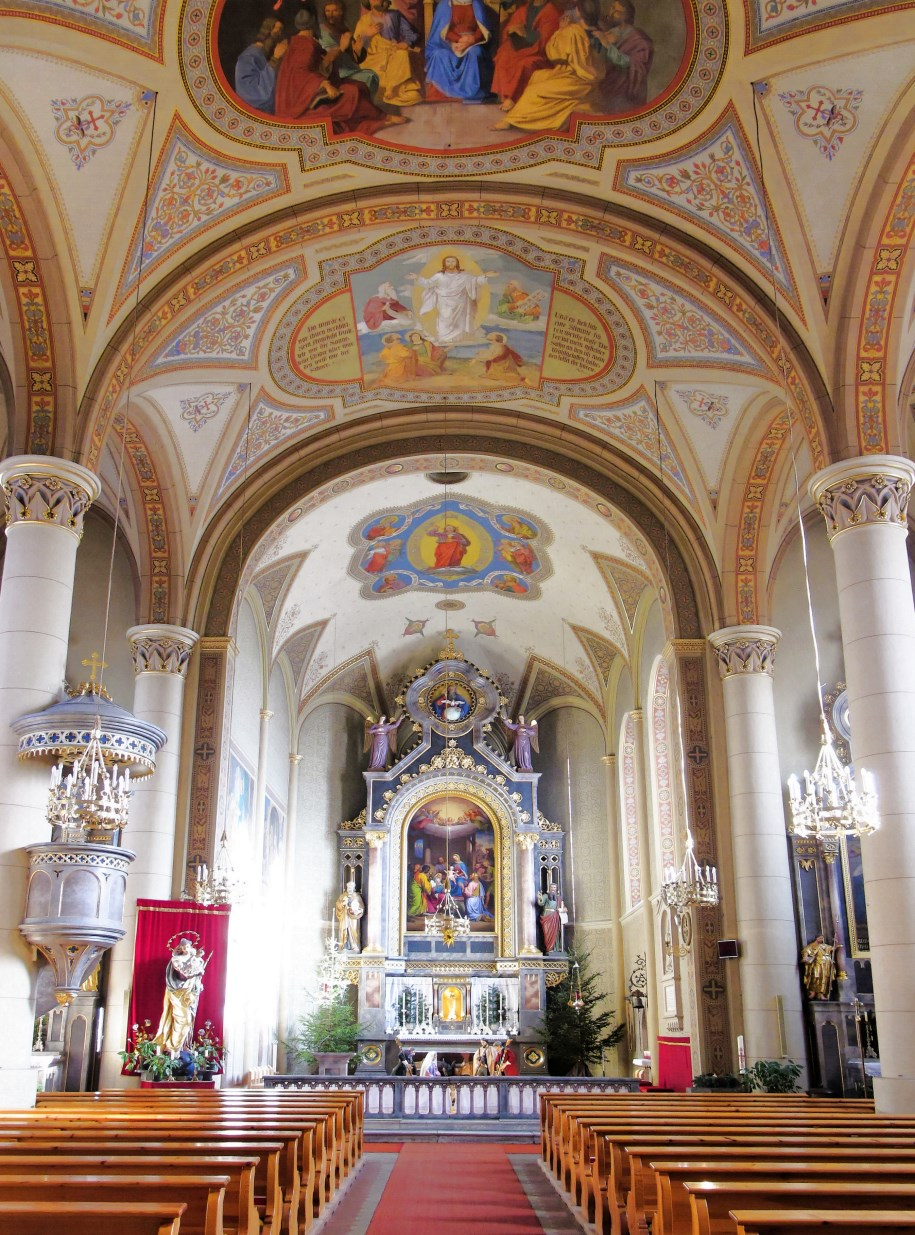
Langhaus zum Chor

Das Kirchengebäude hat ein dreischiffiges Langhaus und am Chor nördlich und südlich Anbauten. Die Langhausseiten haben zweistufige Strebepfeiler und ein umlaufendes Kaffgesims. Im Westen sind rundbogige Seitenschiffportale. Der Chor und die Vorhalle haben die Breite des Mittelschiffes. Der barocke Nordturm hat Eckpilaster, rundbogige Schallfenster, und über gesprengten Giebeln ein Achteckgeschoß mit einem Zwiebelhelm und einer Laterne. Die offene Vorhalle hat eingestellte Pfeiler mit Gebälk und Lunette und eine Giebelfassade mit Blendzwillingsfenstern und schützt das rechteckige Steinportal.
Das dreischiffige dreijochige Langhaus hat querovale Mittelschiffjoche und längsovale Seitenschiffjoche. Das Mittelschiff und der Chor sind mit einer Tonne mit Stichkappen überwölbt, die Seitenschiffe kreuzgratgewölbt. Die Gewölbe ruhen auf Rundpfeilern mit Kapitellen mit Palmetten. Die Westempore ist zweigeschoßig und ruht im Erdgeschoß dreiachsig auf Pfeilerarkaden. Hinter dem rundbogigen Triumphbogen schließt der Chor mit einem 3/8-Schluss an. Langhaus und Chor haben eine umlaufendes Kaffgesimse.

## Ausstattung

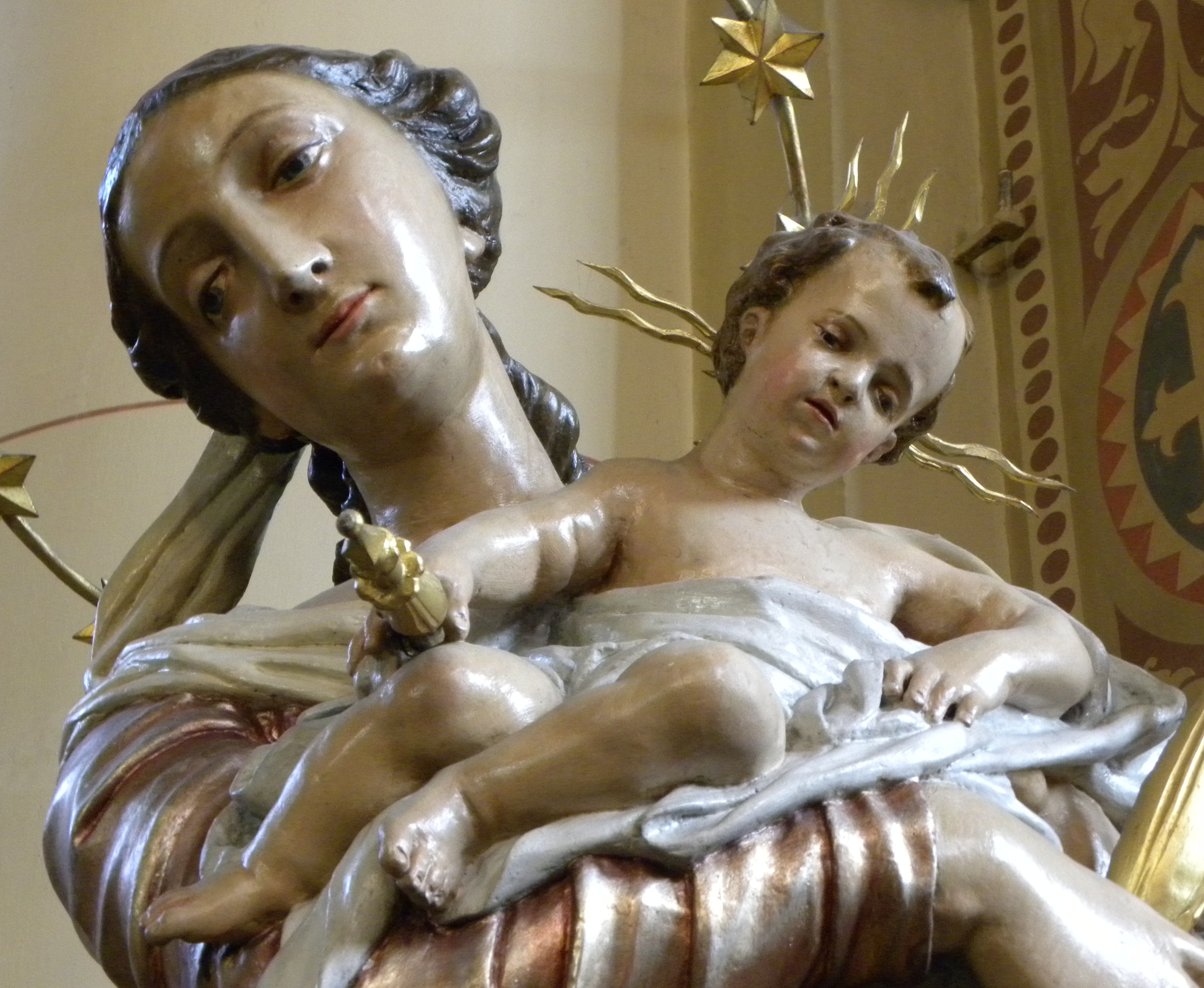
Immaculata in Nassereith von Falbesoner

Die romantisch-historistische Einrichtung mit biedermeierlichen Elementen entstand in der Mitte des 19. Jahrhunderts. Der Hochaltar zeigt das Bild Heilige Drei Könige des Malers Kaspar Jele bzw. ein Kruzifix von Josef Falbesoner und die Statuen Jakobus’ und Christophorus’ von um 1760 von Martin Falbesoner. Der linke Seitenaltar zeigt das Bild Heilige Familie. Der rechte Seitenaltar zeigt das Bild Gang der Heiligen Familie nach Nazareth. Die lebensgroße Figur Maria Immaculata schuf Martin Falbesoner im 4. Viertel des 18. Jahrhunderts. Die Kanzel, die Beichtstühle und vier Figurenschreine sind aus der Mitte des 19. Jahrhunderts. Das Heiliggrab schuf der Maler Joseph Bartinger (1861).
Der spätgotische Taufstein ist mit 1507 und einem Wappen bezeichnet.
Das Orgelgehäuse baute 1850 Mathias Mauracher. Das Orgelwerk baute 1902 Franz (II) Reinisch. Eine Glocke wurde 1703 gegossen.